# 해안구역

해안구역(海岸區域)은 함흥시의 행정구역 중 하나이다.

## 상세
원래는 흥남시의 서부와 남부 지역에 해당되었다. 한때 용성구역(룡성구역)으로 불렸으나 개칭되었다.

## 연혁
- 1992년 신설[1]

## 행정구역
- 운중1동[2]
- 운중2동
- 운성1동
- 운성2동
- 금빛동
- 은빛동
- 용성1동
- 용성2동
- 용암리
- 수도리
- 송흥리
- 풍동리
- 덕풍리

## 같이 보기
- 함흥시
- 흥남시
- 함경남도